# رباتیک نرم

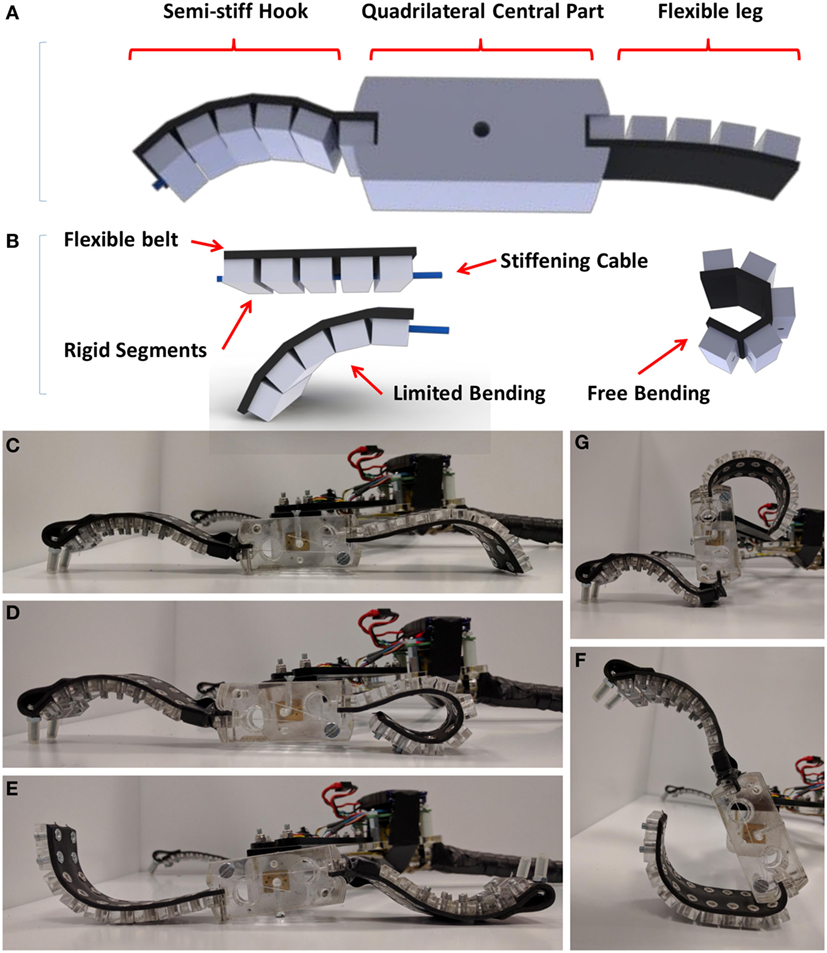
تصویری از یک ربات نرم و اجزای آن

رباتیک نرم (انگلیسی: Soft robotics) زیرشاخه خاصی از رباتیک است که با ساخت روبات‌هایی از مواد بسیار سازگار، مشابه آنچه در موجودات زنده موجود است، سرو کار دارد.
سامانه‌های ساخته‌شده بر اساس روباتیک نرم بهینه‌سازی می‌شوند تا مطابق با زیستگاه آنها کارهای تعیین شده‌ای را انجام دهند. این در حالی است که روباتیک الهام‌گیرنده از طبیعت به مطالعه سامانه‌های زیستی می‌پردازد و به دنبال سازوکارهایی است که بتوانند مشکل‌ها و موانع موجود در حوزه مهندسی و ساخت روبات‌ها را از سر راه بردارند.
در مرحله بعد، طراح ربات باید سازوکار ساخته شده را ساده کند و آن را ارتقاء دهد تا وظیفه معینی که مد نظر سازنده آن است انجام دهد. روباتیک الهام‌گیرنده از جانداران روی اجزایی مثل حسگرهای زیستی (چشم)، فعال‌کنندگان زیستی (ماهیچه) یا مواد زیستی (ابریشم تار عنکبوت) متمرکز است.
بیشتر روبات‌ها از نوعی سامانه حرکتی برخوردار هستند. رفتارهای حرکتی روبات‌ها بر پایه رفتارهای حرکتی جانوران طراحی و برنامه‌نویسی می‌شوند. حرکت در جانوران به‌طور کلی به دو دسته حرکت روی سطح و حرکت در سیالات طبقه‌بندی می‌شود.
دسته اول شامل حرکت در خشکی و حرکت روی سطوح درختان است. دسته دوم نیز شنا کردن و پرواز کردن را شامل می‌شود. حرکت در زمین‌هایی که سطح یک‌نواختی ندارند برای بیشتر جانوران و ربات‌های مقلد آنها کار دشواری است.
تعداد کمی‌از ربات‌های الهام گرفته شده از طبیعت به اندازه استیکی‌بات (Stickybot) شهرت کسب کرده‌اند. روبات استیکی‌بات  یک «گکوی رباتیک» است که توانایی بالا رفتن از سطوح عمودی را دارد. برای دادن این قابلیت به «گکو ـ روبات»، پاهایی با پرزهای مصنوعی برایش طراحی و ساخته شده‌است. می‌دانیم که گکوها یا همان مارمولک‌های خانگی قادر هستند به سرعت از دیوارها بالا بروند و در یک چشم به هم زدن از یک سوی سقف اتاق به سوی دیگر آن حرکت کنند.
آنها همچنین می‌توانند روی شیشه صاف پنجره‌ها بی حرکت بمانند. کافی است یکی از این مارمولک‌های چالاک را در دست نگه داریم و از نزدیک به انگشتان آنها نگاه کنیم. پرزهای باریک و بسیار کوچکی را می‌بینیم که مانند یک کشوی فایلی فشرده در کنار یکدیگر قرار گرفته‌اند.